# (7079) Багдад
(7079) Багдад (лат. Baghdad) — астероид, относящийся к группе астероидов пересекающих орбиту Марса. Он был открыт 5 сентября 1986 года бельгийским астрономом Эриком Эльстом и болгарским астрономом Виолетой Ивановой в обсерватории Рожен и назван в честь столицы Ирака — города Багдад.

Орбита астероида Багдад и его положение в Солнечной системе